# 劉昌友
劉 昌友（りゅう しょうゆう、1947年2月 - ）は、中国人民解放軍の軍人、政治将校。空軍政治委員。四川蓬渓出身で、空軍中将だった。

## 略歴
1968年3月、中国人民解放軍に入隊。1970年5月、中国共産党に入党。1968年3月～1972年12月、空軍工程兵戦士、小隊長。1972年12月～1974年3月、空軍工程兵総隊政治部宣伝科幹事。1974年3月～1976年5月、空軍工程兵中隊政治指導員。1976年5月～1979年3月、空軍工程兵大隊政治委員。1979年3月～1983年5月、空军工程兵総隊政治部主任。1981年9月から1983年7月まで解放軍政治学院で学ぶ。1983年5月～1986年8月、昆明軍区空軍指揮所副政治委員。
1986年8月～1990年6月、空軍ウルムチ指揮所紀律検査委員会副軍職専職副書記。1990年6月～1993年1月、空軍ウルムチ指揮所政治部主任。1992年、少将。1993年1月～1996年7月、空軍第9軍政治委員。1993年8月から1996年2月まで中央党校領導幹部専業函授班で学ぶ。1996年7月～1997年3月、蘭州軍区空軍副政治委員兼紀委書記。
1997年3月～11月、空軍政治部副主任。1997年11月～2002年5月、空軍政治部主任、空軍党委常委。1999年、中将。2002年5月、空軍政治委員、空軍党委副書記。
中共第16回中央委員。